# المجلس الدولي لكتب الشبان
المجلس الدولي لكتب الشبان (بالإنجليزية: International Board on Books for Young People)‏ هو منظمة غير ربحية تأسست في زيوريخ، سويسرا في عام 1953. وهي اليوم تتألف من 75 قسم وطني في جميع أنحاء العالم. وهو يمثل البلدان التي لديها برامج متطورة جدا لنشر الكتب ومحو الأمية، وغيرها من البلدان التي لديها عدد قليل من المهنيين المتخصصين الذين يقومون بعمل رائد في نشر الكتب للأطفال.

## روابط خارجية
- Official website: www.ibby.org
- What is IBBY. IBBY. Retrieved 6 July 2006.
- Hans Christian Andersen Awards IBBY. Retrieved 30 July 2009.